# Impacto de la pandemia de COVID-19 en empresas de software de transporte

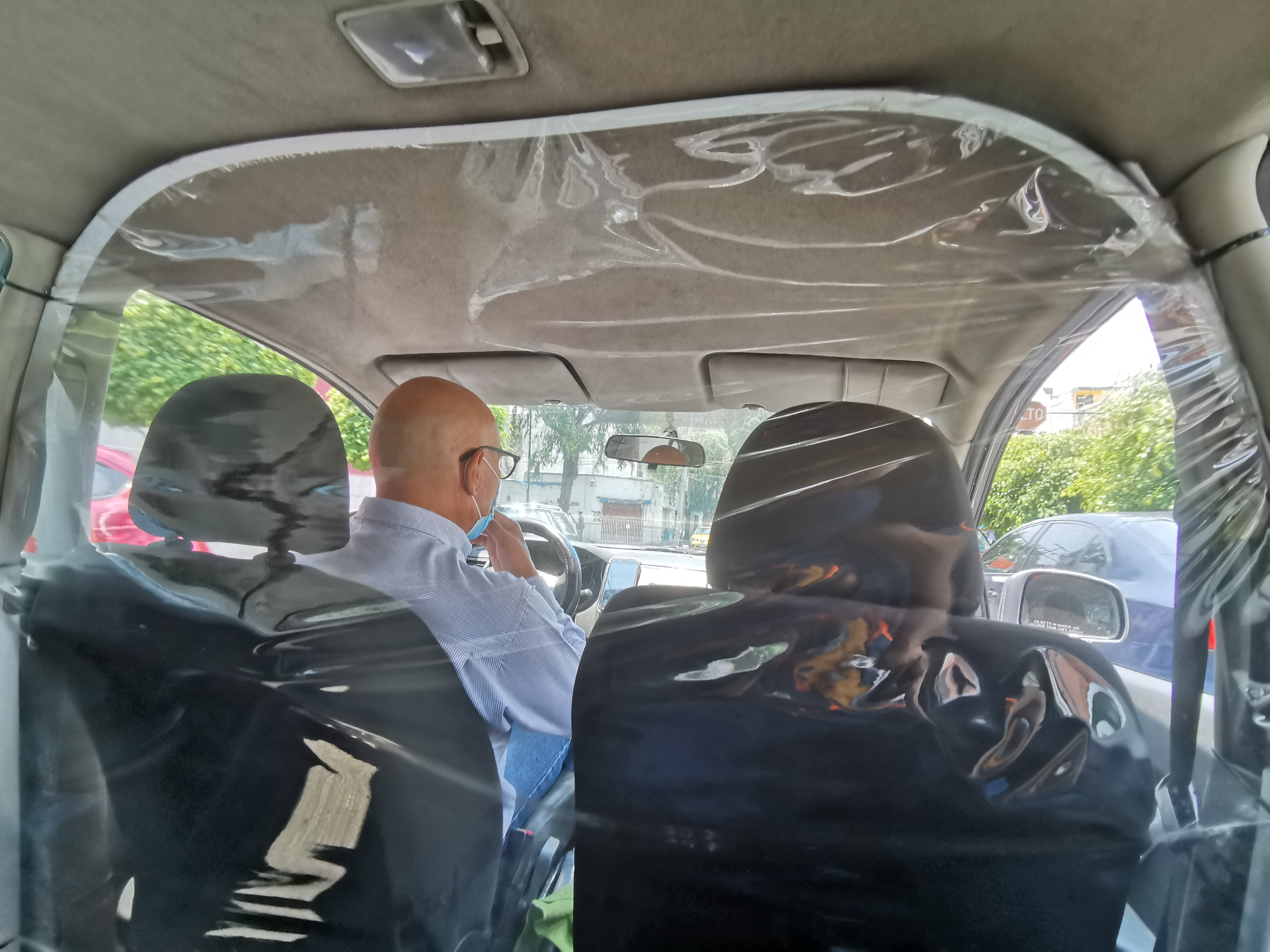
Conductor de Uber utilizando un protector para evitar el contagio de COVID-19 en México.

El impacto de la pandemia de COVID-19 en empresas de software de transporte hace alusión a las consecuencias derivadas de la epidemia afectando directamente en compañías de vehículo de transporte con conductor, específicamente de red entre pares mediante aplicaciones de telefonía móvil como Uber, DiDi, Cabify o BlaBlaCar.
La contingencia provocó que tanto como conductores y usuarios adaptaron la modalidad del servicio haciendo uso de las recomendaciones de higiene y sana distancia para evitar contagios entre ellos, además de la sanitización constante de las unidades y la implementación de apartados nuevos por parte de la logística de dichas empresas para incentivar el uso de mascarillas. De igual forma, la pandemia afectó negativamente en los ingresos y la economía de trabajadores directos en estas empresas.

## Implementación de medidas
Durante los años más recientes, empresas de transporte por medio de software comenzaron a crecer rápidamente afectando incluso a los servicios tradicionales como taxi o compañías de vehículos de alquiler. Cuando la pandemia de COVID-19 ocasionada por la propagación del virus SARS-CoV-2 comenzó a alcanzar diferentes territorios en el mundo, estos servicios se vieron en la necesidad de implementar estrictas medidas de bioseguridad para proteger a los usuarios y conductores. Por ejemplo Uber, aplicación con presencia en 71 países, agregó entre sus condiciones de viaje el uso de cubrebocas, obligatorio, además de gel desinfectante para los usuarios. Junto a plataformas de DiDi, Beat o Cabify, buscaron generar condiciones para cuidar la salud de ambas partes.
En el caso de Uber, se añadió un lineamiento para que los conductores se vieran obligados a tomarse una fotografía demostrando que portaban el tapabocas puesto al momento de iniciar los viajes. Bajo el lema: “sin tapabocas, no hay arrendamiento”, la empresa ha realizado más de “2769 millones de verificaciones de uso de tapabocas a socios conductores/arrendadores y usuarios”. De acuerdo con la normativa vigente, todos los pasajeros y conductores deben utilizar mascarilla cuando viajen en estas plataformas, en todo momento. Además, se pide únicamente podrán viajar dos personas por cada fila de asientos, inhabilitándose el asiento del copiloto en la mayoría de los viajes. Incluso algunos conductores optaron por utilizar un plástico divisor y cobrar las tárifas por pequeñas entradas en el mismo. Este tipo de restricciones formaron parte de una serie de 31 recomendaciones de salud y seguridad por parte de la plataforma. Así mismo, los sistemas de voz de Uber y Didi emitieron una alerta para evitar hablar durante los recorridos en el entendido de que el intercambiar conversaciones podría propagar el virus.
Así mismo algunas de estas plataformas ofrecieron descuentos o viajes gratuitos para aquellas personas que acudieran a los puntos de vacunación contra la COVID-19. Uber donó casi millón y medio de viajes con descuento para estos efectos. Eduardo Reyes, director de Comunicaciones de Seguridad para Latinoamérica Hispanohablante agregó que "en cuanto a la vacunación nuestra propuesta ha sido muy clara: que la transportación no debiera ser nunca una limitante para que alguien pueda acceder a una vacuna, y con esta idea en mente es que desde el inicio del año como empresa a nivel global comprometimos 10 millones de viajes para que quienes más lo necesiten puedan tener viajes gratis o con descuento para acudir a vacunarse". Juan Andrés Panamá, director general de la compañía DiDi en México indicó que esta propuesta está inspirada en su programa enfocado en descuentos para personal de salud ante la emergencia sanitaria y en el que han invertido más de 90 millones de pesos, para cerca de cinco millones de viajes.
En el caso del sistema de viajes compartidos BlaBlaCar se recomendó llevar siempre la mascarilla, tapando la nariz y la boca, y lavarse las manos correctamente antes de subirse al coche. De igual forma, se aconsejó limpiar las superficies, como tiradores de las puertas, con soluciones hidroalcohólicas que garanticen su desinfección. También se sugirió no viajar en caso de tener síntomas, respetar la distancia de seguridad establecida y no darse la mano. "El uso de mascarilla sigue siendo obligatorio para todos los ocupantes del vehículo y durante todo el trayecto", se estableció como mensaje en la App de la aplicación.

## Impacto económico

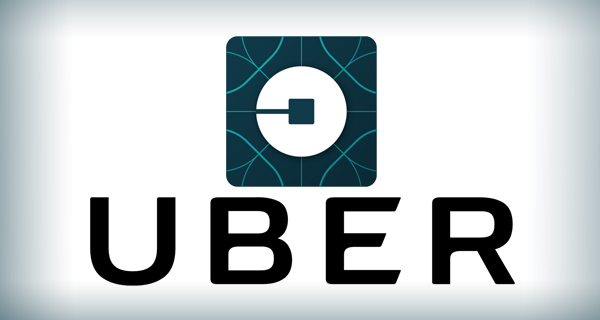
Trabajadores de Uber enfrentaron la crisis económica en la pandemia de COVID-19.

La pandemia de COVID-19 afectó los ingresos monetarios de trabajadores y directivos de estas empresas, quienes vieron reducidos los viajes por aplicación. El impacto socioeconómico durante esta contingencia se reflejó al punto de que acuerdo con el gerente de Relaciones Públicas de la Didi en México, Jordi Cueto, al inicio de la contingencia vieron una caída de cerca del 50% en la solicitud de viajes. Cubrir las metas financieras se volvió más complicado durante la epidemia.
Los repartidores que trabajan a través de aplicaciones como Rappi, Uber Eats, Didi Food o Postmates, se vieron también afectados e incluso sufrieron discriminación en el desarrollo de la epidemia. Sumado a las condiciones de inseguridad, durante 2021, algunos de estos trabajadores demandaron mejores condiciones de trabajo.
A fin de amortiguar el impacto económico en el bolsillo de socios conductores, socios repartidores, industria restaurantera y usuarios, Uber generó microcréditos para sus trabajadores durante 2020. De igual forma restaurantes independientes, pequeños y medianos recibieron distintos descuentos en los envíos a través de la aplicación como medida de apoyo. A esto se sumó una estrategia de mercadotecnia por parte de la aplicación para visibilizar comercios locales.